# 鮑里斯·帕山斯基
鮑里斯·帕山斯基（Boris Pašanski，1982年11月3日—）是一位塞爾維亞職業網球運動員。

## 外部連結
- 鮑里斯·帕山斯基（英文/西班牙文）的官方資料
- 鮑里斯·帕山斯基的國際網球總會 職業／青少年 官方資料（英文）
- 鮑里斯·帕山斯基的官方資料（英文）